# Jigga That Nigga
Jigga That Nigga è il terzo singolo estratto da The Blueprint, sesto album del rapper statunitense Jay-Z, pubblicato nel settembre 2001.

## Descrizione
Il pezzo include il contributo vocale non accreditato di Stephanie Miller e Michelle Mills. Negli Stati Uniti, la canzone raggiunse la posizione numero 66 nella classifica Billboard Hot 100. In anni recenti, il termine "jigga" è diventato sinonimo di "elegante".

## Classifiche
| Classifica (2002)        | Posizione massima |
| ------------------------ | ----------------- |
| Stati Uniti              | 66                |
| US Hot R&B/Hip-Hop Songs | 27                |
| US Hot Rap Songs         | 7                 |